# Instrumento Urey

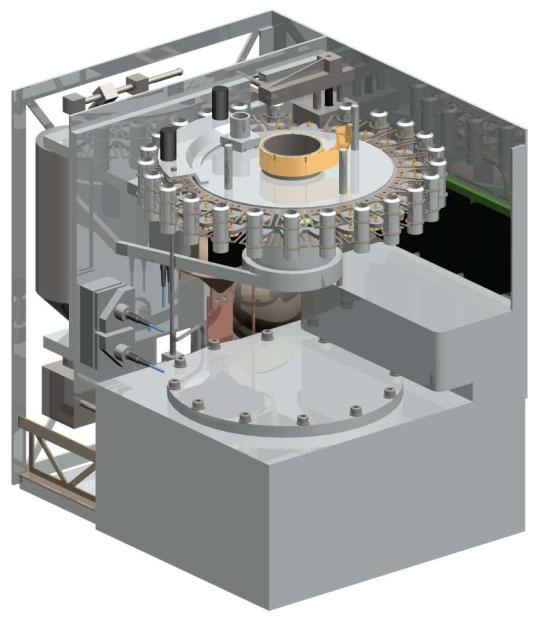
Design Urey

O instrumento Urey , ou Urey: Detector de Oxidante Orgânico de Marte, foi um instrumento para o desenvolvimento de espaço-naves para a detecção de compostos orgânicos, incluindo aminoácidos .

## Visão global
Foi financiado pela NASA e testado no deserto de Atacama no início dos anos 2000.  O Urey foi selecionado pela NASA para desenvolvimento adicional em apoio a ExoMars ou qualquer futura missão a Marte que pudesse usar o Urey juntamente com o Analizador de Mulecolas Orgânico de Marte, ou Moma em 2007, financiado com 1,5 milhões de dólares totais (750k cada).  O Urey foi um conjunto de instrumentos que se baseou em 15 anos de pesquisa para detectar moléculas orgânicas .  O Urey é um projeto para detecção de biomarcadores in situ e foi testado no início dos anos 2000.  O dispositivo também estudaria os misteriosos oxidantes em Marte regolito.
O Urey foi anteriormente incluído no rover ExoMars em uma de suas iterações, e teria procurado compostos orgânicos em rochas e solos marcianos como evidência de vida passada e / ou química prebiótica. Começando com uma extração de água quente, apenas os compostos solúveis são deixados para análise posterior. A sublimação e a eletroforese capilar possibilitam a identificação de aminoácidos. A detecção seria por fluorescência induzida por laser, uma técnica altamente sensível, capaz de sensibilidade de partes por trilhão.  Essas medições seriam feitas com uma sensibilidade mil vezes maior do que o experimento Viking GCMS e aumentariam significativamente nossa compreensão da química orgânica dos solos marcianos . O  Urey seguiria os resultados do Viking, que eram inclusivos e apenas amostravam a superfície muito próxima.
O Urey havia sido selecionado por um tempo para estar na carga Pasteur do ExoMars, no entanto, foi desenvolvido para qualquer missão a Marte, não necessariamente ExoMars e foi financiado de forma independente pela NASA.
Um dos componentes do Urey foi o Mars Oxidant Instrument (MOI) e foi desenvolvido pelo Ames Research Center da NASA.
Suíte Urey: 
- Extrator de Água Subcrítica
- Detector Orgânico Mars
- Instrumento de Eletroforese Micro-Capilar
- Instrumento Oxidante de Marte

## Nome
O Urey foi nomeado em homenagem a Harold Clayton Urey (1893 - 1981) por suas contribuições para a química e outros estudos, incluindo a conquista do Prêmio Nobel de Química em 1934.